# Barrage de Thuriès
Le barrage de Thuriès est un barrage hydroélectrique situé dans le Massif central en France, en région Occitanie sur le Viaur, commune de Pampelonne dans le département du Tarn.

## Histoire
Le projet date de 1910 et est dû à un passionné d'hydraulique, Edouard Vergnes, né à Castelpers; voir le livre d'Edmond Denis "Pampelonne, barrage de Thuriès, l'histoire d'une construction réussie, 1919-1923" 2019.
Le barrage de Thuriès fut construit entre 1919 et 1923 date de mise en service, par la Société des Mines et Fonderies de Zinc de la Vieille-Montagne pour apporter à la société l'énergie pour ses fours et électricité à son usine de zinc de Viviez.

## Description
Le barrage de Thuriès fait 30,70 mètres au point le plus haut sur 106 mètres de long. c'est un barrage de type poids de béton de forme courbée. Ce type de barrage présente une section triangulaire très large à sa base, qui s'affine à l'approche du sommet. C'est le poids du mur en béton qui retient la poussée de l'eau.
L'usine compte quatre générateurs d'une puissance totale de 4,4 mégawatts. Sa production annuelle se situe entre 15 000 et 20 000 gigawatts-heures.